# Eupithecia lactevirens
Eupithecia lactevirens là một loài bướm đêm trong họ Geometridae.